# Piersanti Mattarella
Pour les articles homonymes, voir Mattarella.
Piersanti Mattarella (prononcé : [ˌpjɛrˈsanti mattaˈrɛlla]), né le 24 mai 1935 à Castellammare del Golfo et mort le 6 janvier 1980 à Palerme, est un homme politique italien, membre de la Démocratie chrétienne (DC).
Président de la Région sicilienne à partir de mars 1978, il est assassiné par la mafia.

## Biographie

### Origines
Piersanti Mattarella est né à Castellammare del Golfo, dans la province de Trapani, en Sicile. Il est le fils de Bernardo Mattarella, membre de la Démocratie chrétienne (DC), et l'un des principaux dirigeants politiques de Sicile dans les années 1950.
Piersanti Mattarella a reçu une éducation catholique chez les jésuites de l'Instituto Gonzaga de Palerme. En 1948, il emménage avec sa famille à Rome quand son père accède au gouvernement, et intègre l'Istituto San Leone Magno des frères maristes. Il est diplômé en droit à La Sapienza après une thèse en économie politique consacrée aux problèmes de l'intégration économique européenne.
Il croise régulièrement dans la maison familiale les démocrates chrétiens siciliens comme Giuseppe Alessi, Pietro Mignosi, Salvatore Aldisio, Giorgio La Pira.
Il revient à Palerme en 1958 où il épouse Irma Chiazzese, fille de Lauro Chiazzese, professeur de droit romain, doyen de la faculté de droit de Palerme, président de l'Institut supérieur des entrepreneurs puis recteur de l'université de Palerme, député de la Consulta Nazionale puis secrétaire régional de la Démocratie chrétienne. Son frère, Sergio, dernier secrétaire régional sicilien de la DC et président de la République italienne depuis le 3 février 2015, a épousé l'autre fille de Lauro Chiazzese.
De son union nait :
- Maria, témoin de l'assassinat de son père quand elle a 18 ans, diplômée en droit, secrétaire générale de la présidence de la région, morte le 9 septembre 2024[3]
- Bernardo, député de l'Assemblée régionale sicilienne de la Margherita et Partito Democratico entre 2006 et 2012

Spécialisé dans le droit privé, il devient assistant à l'Université de Palerme.

### Débuts politiques
En 1960, il devient un dirigeant national de l'Azione Cattolica qu'il quitte pour adhérer à la DC entre 1962 et 1963. L'exemple de son père et des figures démocrates chrétiennes fréquentées dans sa jeunesse, ses aspirations de renouveau héritées des mouvements catholiques et son rejet des pratiques politiques siciliennes l'incite à s'engager. Inspiré par la politique de Giorgio La Pira et il adhère à l'approche plus progressiste du leader national Aldo Moro dont il devient un ami.Le réseau de pouvoir que son père avait créé a profité à sa carrière politique initiale, même si Bernardo Mattarella ne souhaitait pas que son fils entre en politique.
En novembre 1964, il entre au conseil municipal de Palerme, quatrième mieux élu derrière les sortants Salvo Lima, Vito Ciancimino et Giuseppe Cerami, et alors qu'éclate le scandale du « Sac de Palerme ».
En 1967, il devient député à l'Assemblée régionale sicilienne, mandat qu'il occupe jusqu'en 1978 en développant un discours de transparence, de renouvellement des instances, de rationalisation du nombre de départements régionaux et de commissions législatives. Il est rapporteur de la loi sur le budget de la Région pour l'année 1970. Il est assesseur au Budget dans les quatrième et cinquième gouvernements de Mario Fasino (10 août 1971 - 22 décembre 1972), puis les juntes Giummarra (22 décembre 1972 - 26 mars 1974) et Bonfiglio (26 mars 1974 - 20 mars 1978). Son plan régional d'interventions pour les années 1975-1980 est voté au printemps 1975 par une très large majorité qui inclut les voix du PCI.

### Président de la Région sicilienne
En 1978, les dirigeants démocrates chrétiens veulent renforcer l'expérience d'union des forces autonomistes qu'Angelo Bonfiglio a initié avec le PCI. Piersanti Mattarella est élu président de la Région sicilienne par 77 voix sur 90, celles des députés de la DC, du PSI, du PSDI, du PRI, du PCI et du PLI, ce qui lui vaut d'être le président le mieux élu de l'histoire de la Sicile autonome.
Il forme un gouvernement de centre-gauche qui bénéficie du soutien extérieur des communistes. Mario D'Acquisto le remplace au Budget, Mario Fasino est assesseur au territoire. Auprès de lui se retrouvent des jeunes militants comme Salvatore Butera, Leoluca Orlando et Vito Riggio, futurs élus siciliens, il appelle Maria Trizzino comme chef puis directrice de cabinet — première femme à occuper ces postes en Sicile — alors que le secrétariat est confié à Rino La Placa.
Peu après l'élection de Mattarella, Aldo Moro est exécuté à Rome par les Brigades rouges, et le journaliste socialiste sicilien Peppino Impastato est assassiné à Cinisi par les hommes de Gaetano Badalamenti. En réaction à ce second meurtre, Mattarella, héritier du compromis historique porté par Moro, prône, à Cinisi, dans un discours virulent contre la mafia, un renouveau moral de la démocratie chrétienne sicilienne. Concentrant à son niveau de nombreuses décisions habituellement confiés aux assesseurs, il lutte contre la spéculation immobilière et met fin au racket des marchés publics par Cosa nostra, en adoptant une loi imposant les mêmes normes de construction que celles utilisées dans le reste de l'Italie, rendant ainsi illégaux les projets de construction de la mafia, (loi Mattarella-Fasino no 71 de 1978). Il réforme également l'organisation administrative et financière de la région, à travers des lois sur le budget, la comptabilité et la planification économique régionale. La loi 1 de 1979 attribue de nouvelles compétences et ressources financières aux communes. De nombreuses entreprises sont radiées faute de garanties légales suffisantes. Il ouvre également la Sicile à la collaboration avec d'autres régions italiennes et avec l’État.
Mais la mafia intensifie sa politique de terreur dont sont victimes début 1979, le policier Filadelfio Aparo, le journaliste Mario Francese et le secrétaire provincial de la DC Michele Reina. Le PCI quitte la majorité face au refus de la DC de les faire entrer au gouvernement régional. Mattarella démissionne en février 1979, mais est réélu le 15 mars à la tête d'une junte identique à la précédente hormis le soutien du PCI. Vito Ciancimino et d'autres membres de la DC entravent l'action du gouvernement, et la mafia poursuit ses assassinats politiques (le commissaire adjoint Boris Giuliano, le magistrat Cesare Terranova et son agent de protection Lenin Mancuso). Lorsque le député Pio La Torre déclare en février 1979 que le ministère de l'Agriculture est noyauté par la mafia, Mattarella lui donne raison plutôt que de défendre son ministre, le DC Giuseppe Aleppo. Il exclut son ministre des Travaux publics, le républicain Rosario Cardillo, après la découverte d'un système de marchés publics truqués et ordonne une inspection extraordinaire qui révèlera que la construction de 6 écoles par la municipalité de Palerme a enrichi le mafieux Rosario Spatola.
Piersanti Mattarella se trouve isolé. L'inspecteur à qui il avait demandé de mener une enquête sur les marchés publics à Palerme, Raimondo Mignosi, se rappelle les intimidations de l'époque : « Je lui ai dit de faire attention car je risquais de me retrouver dans un bloc de ciment, ce à quoi il a répondu : « Ce n'est pas vrai, je vais me retrouver dans le ciment ». Pour briser la tension, nous avons convenu en plaisantant que nous finirions tous les deux dans des blocs de ciment côte à côte ». Peu de temps avant sa mort, Mattarella exhorte dans une interview à lutter collectivement contre l'emprise mafieuse. Au ministre de l'Intérieur, Virginio Rognoni, il confie en octobre ses difficultés à mener sa politique d'assainissement de l'administration locale, notamment dans les travaux publics, contre laquelle se dresse particulièrement Vito Ciancimino.
À son tour, le PSI quitte la coalition le 18 décembre. Pour répondre aux exigences de la gauche qui réclame l'entrée des communistes au gouvernement, il attend la tenue du Conseil national de la DC qui doit entériner la motion Zaccagnini-Andreotti relançant le compromis historique et le nommer vice-secrétaire national. Finalement, à la mi-février 1980, 58 % des membres de la DC exprimeront leur préférence pour le « préambule » défendu par les dorotéens, les fanfaniens de Arnaldo Forlani, Forze Nuove de Carlo Donat-Cattin et Proposta de Mario Segni et Gerardo Bianco, refusant toute alliance avec le Parti communiste.

### Assassinat et implications politiques
Le 6 janvier 1980, il est assassiné via Libertà à Palerme dans sa voiture en sortant de son garage avec sa femme, ses deux enfants et sa belle-mère pour aller à la messe. Son frère, Sergio, arrive parmi les premiers sur la scène de crime et sort le corps du véhicule, instant immortalisé par une célèbre photographie de la photo-journaliste Letizia Battaglia.
Gaetano Giuliano, le vice-président socialiste de la Région, assure l'intérim à la tête de la Région.
Comme pour le meurtre de Michele Reina, des revendications contradictoires parviennent à la presse : néofascistes des Nuclei Fascisti Rivoluzionari, terroristes d'extrême-gauche Prima Linea et Brigades rouges. L'assassinat est d'abord vu comme un acte de terrorisme, notamment par Leonardo Sciascia dans Corriere della Sera et par le directeur du Giornale di Sicilia, Lino Rizzi. Les doutes s'expriment dans l’homélie du cardinal Pappalardo, le 8 janvier (« il est impossible que le crime puisse être attribué uniquement à la mafia : il doit y avoir aussi d'autres forces occultes en dehors des cercles, pourtant si agités, de notre île. ») et dans les termes de « crime politique » utilisés par la Démocratie chrétienne. Les investigations du juge Giovanni Falcone l'amène d'abord en 1989 à désigner les terroristes néo-fascistes Valerio Fioravanti et Gilberto Cavallini, comme exécuteurs du crime commandité par Cosa nostra, qui sont ensuite innocentés. L'enquête conclut en définitive qu'il s'agit d'un meurtre par la mafia sicilienne, motivé par l'engagement de Mattarella contre les relations de nombreux politiciens siciliens, pour la plupart membres de la DC comme lui, avec la mafia,.
Durant l'été 1979, le chef de la mafia Stefano Bontade et d'autres mafieux, selon le pentito de la mafia Francesco Marino Mannoia, ont rencontré dans un domaine de chasse près de Catane, le Président du Conseil des ministres Giulio Andreotti, le secrétaire régional de la DC Rosario Nicoletti, le député Salvo Lima et les cousins Salvo, pour se plaindre de la politique d'assainissement de la junte Mattarella. Andreotti aurait recontacté  Stefano Bontade, pour empêcher le meurtre,,, mais les membres de Cosa Nostra se sont sentis trahis par Mattarella, qu'ils croyaient sensible à leurs intérêts.
Après le meurtre, Andreotti contacte de nouveau Bontade et Salvatore Inzerillo pour protester contre l'assassinat et tenter d'arranger la situation. Andreotti et Lima seraient arrivés à la réunion dans une Alfa Romeo aux vitres pare-balles, appartenant aux cousins Salvo. Selon Marino Mannoia, Bontade aurait dit à Andreotti « Nous sommes en charge en Sicile et, à moins que vous ne vouliez que tout notre appui à la DC soit remis en question, vous faites ce que nous disons ». À l'assistant d'Andreotti, Franco Evangelisti, Lima explique : « Quand des accords sont conclus, ils doivent être respectés ».
Après la mort de Piersanti Mattarella, ses proches s'organisent pour faire perdurer son combat : Leoluca Orlando à Palerme, Rino La Placa au conseil national du DC et Sergio Mattarella au Parlement.

## Procès de ses meurtriers
Qualifié de « crime parfait » par Licio Gelli, cet attentat reste sans auteur identifié. Selon le repenti Marino Mannoia, les tueurs de Mattarella sont Salvatore Federico, Francesco Davì, Santo Inzerillo et Antonio Rotolo, tandis que les principaux responsables font partie de la Commission de la mafia sicilienne, à l'époque composée de Bontade et Inzerillo, ainsi que Michele Greco, Salvatore Riina, Bernardo Provenzano, Antonino Geraci (it), Francesco Madonia, Pippo Calò, Bernardo Brusca. Le 12 avril 1995, ils ont été condamnés à la prison à vie pour ce meurtre, grâce notamment aux témoignages des collaborateurs de justice Tommaso Buscetta et Gaspare Mutolo. Les condamnations ont été confirmées par la Cour suprême. Les exécuteurs matériels n'ont pas été identifiés avec certitude. Le procès a mis fin à une enquête commencée par Giovanni Falcone et compliquée par les fausses déclarations et les rétractations de collaborateurs de justice et des témoins. Elle a cependant laissé une ombre de doute, comme a déclaré Pietro Grasso : « les documents judiciaires ont pu
ne photographier que la partie superficielle de l'histoire ».
Le meurtre de Mattarella fait également partie du procès contre Andreotti pour collusion avec la Mafia. Le tribunal a établi qu'Andreotti avait effectivement eu des liens étroits avec la Mafia jusqu'en 1980, et qu'il les avait utilisés pour faire avancer sa carrière politique au point d'être considéré comme un élément de la mafia elle-même. Les juges ont décidé de maintenir l'acquittement initial d'Andreotti pour cause d'expiration des délais légaux, car il avait rompu ses relations avec la Mafia à partir de 1980. Ils ont attribué ce revirement au meurtre de Mattarella.
En 2025, les mafieux Antonino Madonia et Giuseppe Lucchese, membres de Cosa Nostra, déjà condamnés à la réclusion à perpétuité pour de nombreux meurtres, sont suspectés par le parquet de Palerme d'être respectivement le tueur et le conducteur de la voiture utilisée pour l'assassinat.

## Postérité
Selon Leoluca Orlando, ancien maire de Palerme pour la DC et militant antimafia, ancien conseiller juridique de Piersanti Mattarella, les rumeurs concernant son père et les attaches de son parti avec la mafia étaient probablement responsables de l'aspiration de Mattarella à nettoyer le Parti démocrate-chrétien de toute connexion de ce type.
Le procureur national antimafia italien, Pietro Grasso, a déclaré que Mattarella avait été tué « parce qu'il essayait de réaliser un nouveau projet politique et administratif, une véritable révolution, qui, par un changement profond dans la gestion de la région, visait à rompre les relations bien établies entre la bureaucratie, la politique, les affaires et la Mafia. Sa politique de moralisation radicale de la vie publique, fondée sur l'idée que la Sicile devait se présenter avec « les papiers en règle », avait bouleversé le système des marchés publics, avec des comportements étonnants, jamais vus auparavant dans l'île ».
Le juge Giancarlo Caselli, procureur général à Palerme pendant de nombreuses années, a décrit Mattarella comme « un démocrate chrétien honnête et courageux, tué simplement parce qu'il était honnête et courageux ».
L'église n'intègre pas Mattarella, catholique pratiquant, dans son hommage aux victimes de la mafia, comme Pino Puglisi, Falcone, Borsellino et Livatino, conséquence paradoxale selon le journaliste Giovanni Grasso, de la volonté de la hiérarchie catholique de prendre ses distances avec la Démocratie chrétienne éclaboussée par les affaires politico-mafieuses.
Son frère cadet, Sergio Mattarella, est président de la République italienne depuis le 3 février 2015.